# Éthambutol
L'éthambutol est un antibiotique bactériostatique et antimycobactérien. C'est un traitement privilégié contre la tuberculose et d'autres infections provoquées par des mycobactéries.
Il fait partie de la liste des médicaments essentiels de l'Organisation mondiale de la santé (liste mise à jour en avril 2013).